# Террі Денді
Террі Денді (англ. Terri Dendy; нар. 8 травня 1965) — американська спринтерка.
Небіж — Маркіз Денді (нар. 1992) — чемпіон світу в приміщенні зі стрибків у довжину (2016).

## Спортивні досягнення
Чемпіонка світу з естафетного бігу 4×400 метрів (1993, виступала в попередньому забігу).
Срібна (1993) та бронзова (1991) призерка чемпіонатів світу в приміщенні з естафетного бігу 4×400 метрів.
Двічі була 4-ю в естафетному бігу 4×400 метрів на Кубках світу (1989, 1992).
Чемпіонка Універсіади з естафетного бігу 4×400 метрів (1989).
Срібна призерка Панамериканських ігор з естафетного бігу 4×400 метрів (1995).
Чемпіонка США в приміщенні з бігу на 200 метрів (1989).